# Садонський свинцево-цинковий комбінат
Садонський свинцево-цинковий комбінат — підприємство з видобутку і збагачення поліметалевих руд у Північній Осетії. Більшість рудних тіл виходить на поверхню, інші залягають на глибині 50…250 м. Потужність 1…5 м.
Головні рудні мінерали — галеніт, сфалерит, пірит, піротин. Родовища розкриті штольнями і стовбурами.
На початку XXI ст. Садонський свинцево-цинковий комбінат нарощує обсяги видобутку руди. За 11 місяців 2000 р. було видобуто 50 410 т, той же період 2001 — 56 863 т. Відповідно зросли й показники переробки руди: 55 109 т проти 47 972 т в 2000 р. Свинцю з руди отримано 484,55 т, цинку — 1 261 т. У 2000 році ці показники виглядали, відповідно, як 443,6 т і 1140 т.